# درینجه
درینجه (به ترکی استانبولی: Derince) شهری است در کشور ترکیه که در استان قوجاایلی واقع شده‌است. جمعیت این شهر بر اساس سرشماری سال ۲۰۰۸ میلادی ۱۱۸٬۱۳۰ نفر و بر اساس برآوردهای سال ۲۰۰۹ میلادی ۱۱۹٬۷۰۴ نفر می‌باشد.